# Kristie Ahn
Kristie Hyerim Ahn (født 15. juni 1992 i Flushing, New York City, USA) er en professionel tennisspiller fra USA.